# Campanyes d'Azov
Les Campanyes d'Azov - Азо́вские похо́ды (rus) - foren dues campanyes militars russes desenvolupades el 1695 i 1696 durant la Guerra russo-turca de 1686-1700, encapçalada per Pere el Gran amb l'objectiu de capturar la fortificació otomana d'Azov (amb una guarnició de 7.000 homes), que bloquejava l'accés rus al Mar d'Azov i a la mar Negra. Atès que les Campanyes de Crimea de 1687 i 1689 havien fracassat a causa de les dificultats d'operar amb un gran exèrcit per l'estepa, Pere decidí provar una aproximació fluvial.

## La primera campanya d'Azov

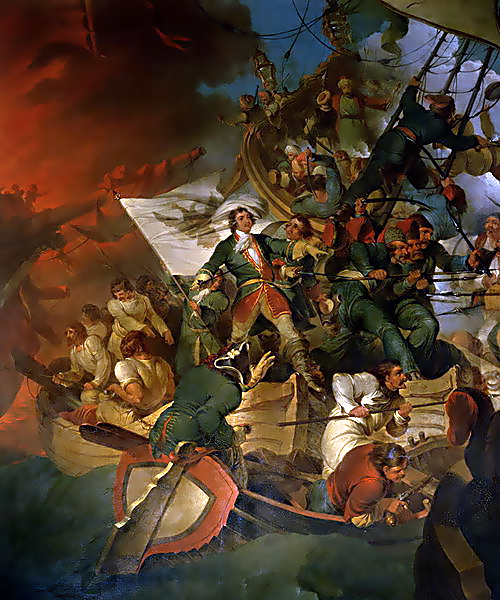
Presa d'Azov 1696

La primera campanya d'Azov començà la primavera de 1695. Pere el Gran ordenà al seu exèrcit (31.000 homes i 170 canons) avançar envers Azov. L'exèrcit incloïa unitats d'assalt i cosacs del Don i es dividí en tres columnes a les ordres de Franz Lefort, Patrick Gordon i Avtonom Golovin. Els subministraments eren enviats a través del riu Don des de Vorónej.
La guarnició otomana de la fortalesa estava formada per 3.656, dels quals 2.272 eren geníssers.
Entre el 27 de juny i el 5 de juliol, els russos establiren un bloqueig terrestre entorn Azov, però no pogueren controlar el riu i impedir l'aprovisionament dels assetjats. Després de dos assalts frustrats, el 5 d'agost i el 25 de setembre, abandonaren el setge l'1 d'octubre.
Un altre exèrcit rus (120.000 homes, majoritàriament soldats de cavalleria, streltsí, cosacs ucraïnesos i calmucs) sota les ordres de Boris Sheremetev amb l'objectiu de capturar els forts otomans del curs baix del Dnièper. La principal fortalesa otomana era Kazy-Kerman i fou ocupada quan esclatà el polvorí, però els russos no aconseguiren retenir la major part de les seves conquestes i van retirar gran part de les seves tropes. Pel Tractat de Constantinoble (1700) les forces russes restants es retiraren del curs baix del Dnièper que fou declarat zona desmilitaritzada.

## La segona campanya d'Azov
A finals de 1695, els russos començaren a preparar la segona campanya d'Azov. A la primavera de 1696, ja havien construït la Flotilla d'Azov. La cavalleria a les ordres de Sheremetev (uns 70.000 homes) va ser novament enviada al curs baix del Dnièper. Entre el 23 i el 26 d'abril, la columna principal (75.000 homes) a les ordres d'Aleksei Shein començà a marxar cap a Azov per terra i aigua (des de Vorónej seguint les ribes del Don). Pere el Gran i la seva flota de galeres partiren cap a Azov el 3 de maig. El 27 de maig, la flota russa (2 cuirassats, 4 brulots, 23 galeres i d'altres vaixells, construïts a Vorónej) a les ordres de Lefort arribà al mar i bloquejà Azov. El 14 de juny, la flota turca (23 vaixells amb 4.000 homes) aparegueren a la desembocadura del Don. No obstant això, abandonà la zona després d'haver perdut 2 vaixells en combat. Després d'un bombardeig massiu terrestre i marítim i l'ocupació de la muralla exterior per part dels cosacs del Don i Ucraïna el 17 de juliol, la guarnició es rendí el 19 de juliol.

## Conseqüències

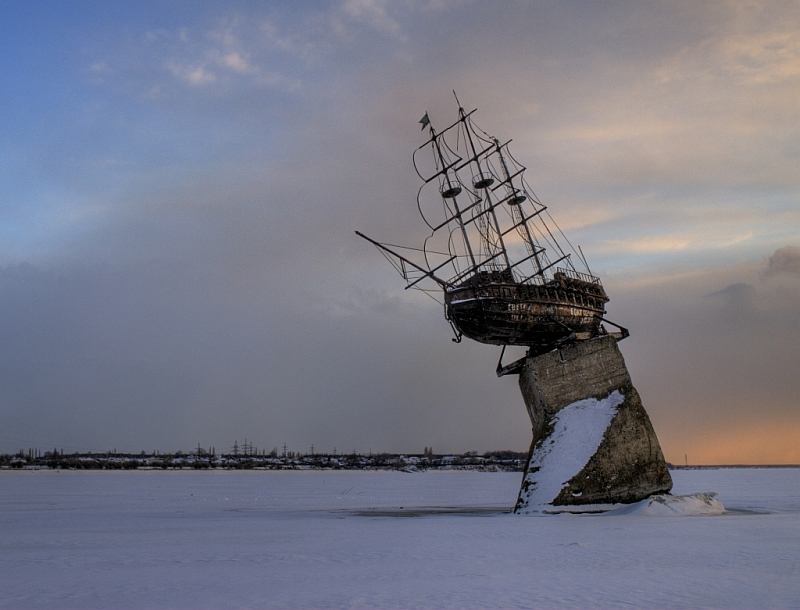
Un monument a un vaixell de la Flotilla d'Azov

Les campanyes d'Azov demostraren la importància de disposar d'una flota per dominar la regió, i marcaren l'inici de la conversió del Tsarat Rus en una potència naval. L'èxit de Rússia a Azov enfortí la seva posició durant el Congrés de Karlowitz de 1698-1699 i afavorí la signatura del Tractat de Constantinoble el 1700. Com que el port d'Azov no era adequat per una flota militar, el Tsar seleccionà un altre emplaçament més adequat, el 27 de juliol de 1696, al Cap de Tagan-Rog (Taganrog). El 12 de setembre de 1698 es fundà Taganrog, la primera base militar de l'Armada Russa.
Encara que la campanya fou un èxit, era evident que Pere I de Rússia només havia assolit alguns dels seus objectius, ja que la seva flota es trobava atrapa al mar d'Azov, ja que els otomans controlaven Crimea i l'Estret de Kertx. També calia destinar-hi una flota permanent i especialistes en construcció de vaixells militars per resistir els atacs otomans. On El 20 d'octubre de 1696 la Duma dels Boiars decretà la creació de l'armada russa.